# Tridacna
A Tridacna a kagylók (Bivalvia) osztályának Cardiida rendjébe, ezen belül a szívkagylók (Cardiidae) családjába tartozó nem.

## Tudnivalók
A Tridacna-fajok főleg az Indiai- és Csendes-óceánok trópusi részein fordulnak elő; egyesek a Vörös-tengerben is fellehetőek. A korallszirtek lakói. E fajokra a hatalmas kagylóhéj jellemző; „bőrük” vagy köpenyük nagyon színes; kezdetleges szemeik csak a fény és árnyak jelenlétét képesek érzékelni. A köpenyeikben apró, egysejtű a Symbiodinium nemzetségbeli páncélos ostorosok (Dinoflagellata) élnek; ezek biztosítják táplálékuknak nagy részét; azonban apró lényeket és szerves törmelékeket is képesek zsákmányolni. Az emberek akváriumok céljára gyűjtik be ezeket a kagylókat; de egyes fajok ehetők is.

## Rendszerezés
A nembe az alábbi 2 alnem és 10 faj tartozik:
- Tridacna (Chametrachea)
  - Tridacna crocea Lamarck, 1819 - Nyugat-Csendes-óceán
  - Tridacna maxima (Röding, 1798) - az Indiai- és Csendes-óceánoknak a trópusi részei
  - Tridacna rosewateri Sirenko & Scarlato, 1991 - a Mascarenhas-szigetcsoport és térsége
  - pikkelyes óriáskagyló (Tridacna squamosa) Lamarck, 1819 - az Indiai- és Csendes-óceánoknak a trópusi részei
  - Tridacna squamosina Sturany, 1899 - Vörös-tenger = Tridacna costata
- Tridacna (Tridacna)
  - Tridacna derasa (Röding, 1798) - Nyugat-Csendes-óceán
  - óriáskagyló (Tridacna gigas) (Linnaeus, 1758) - típusfaj; az Indiai- és Csendes-óceánoknak a trópusi részei
  - Tridacna mbalavuana Ladd, 1934 - Fidzsi-szigetek és Tonga = Tridacna tevoroa
- Incertae sedis, azaz „bizonytalan helyzetűek” - nincsenek besorolva a fenti alnemekbe
  - Tridacna lorenzi Monsecour, 2016 - a Mascarenhas-szigetcsoport és térsége
  - Tridacna noae (Röding, 1798) - Kelet-kínai-tenger

## Képek

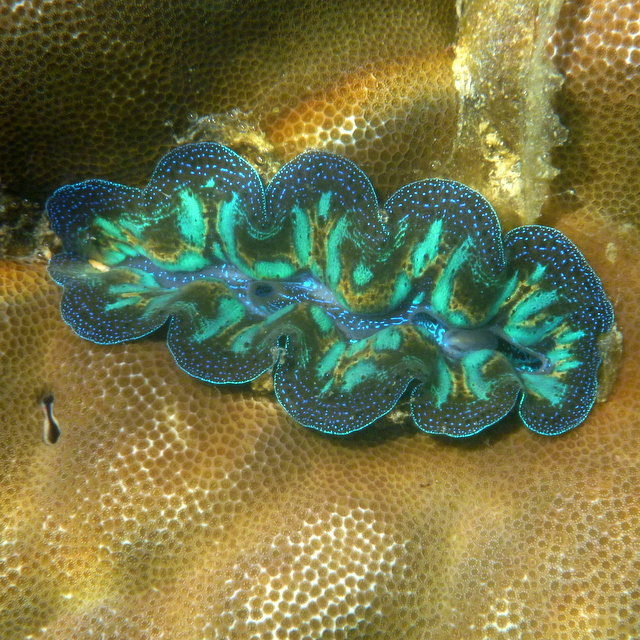
Tridacna crocea
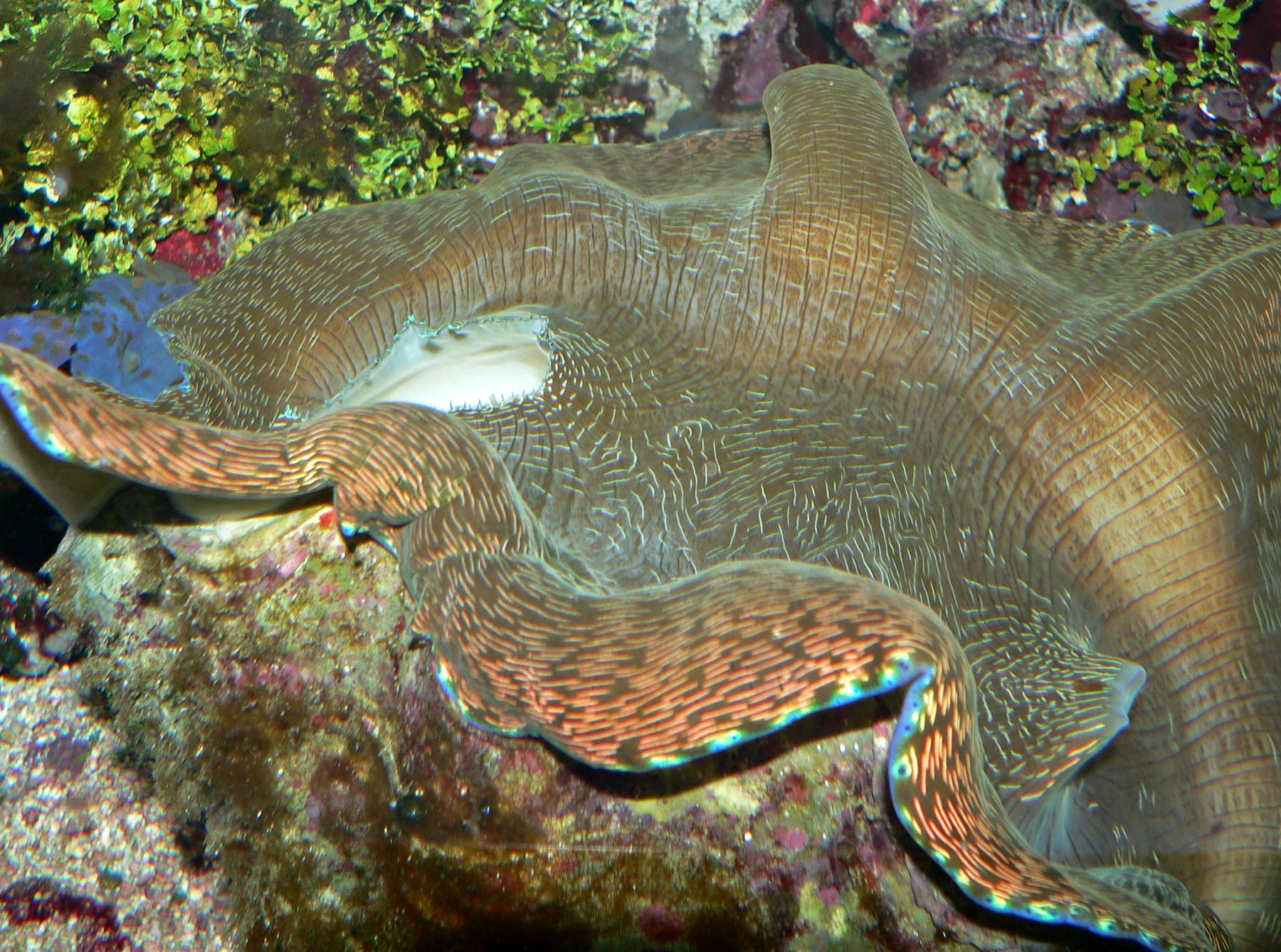
Tridacna derasa
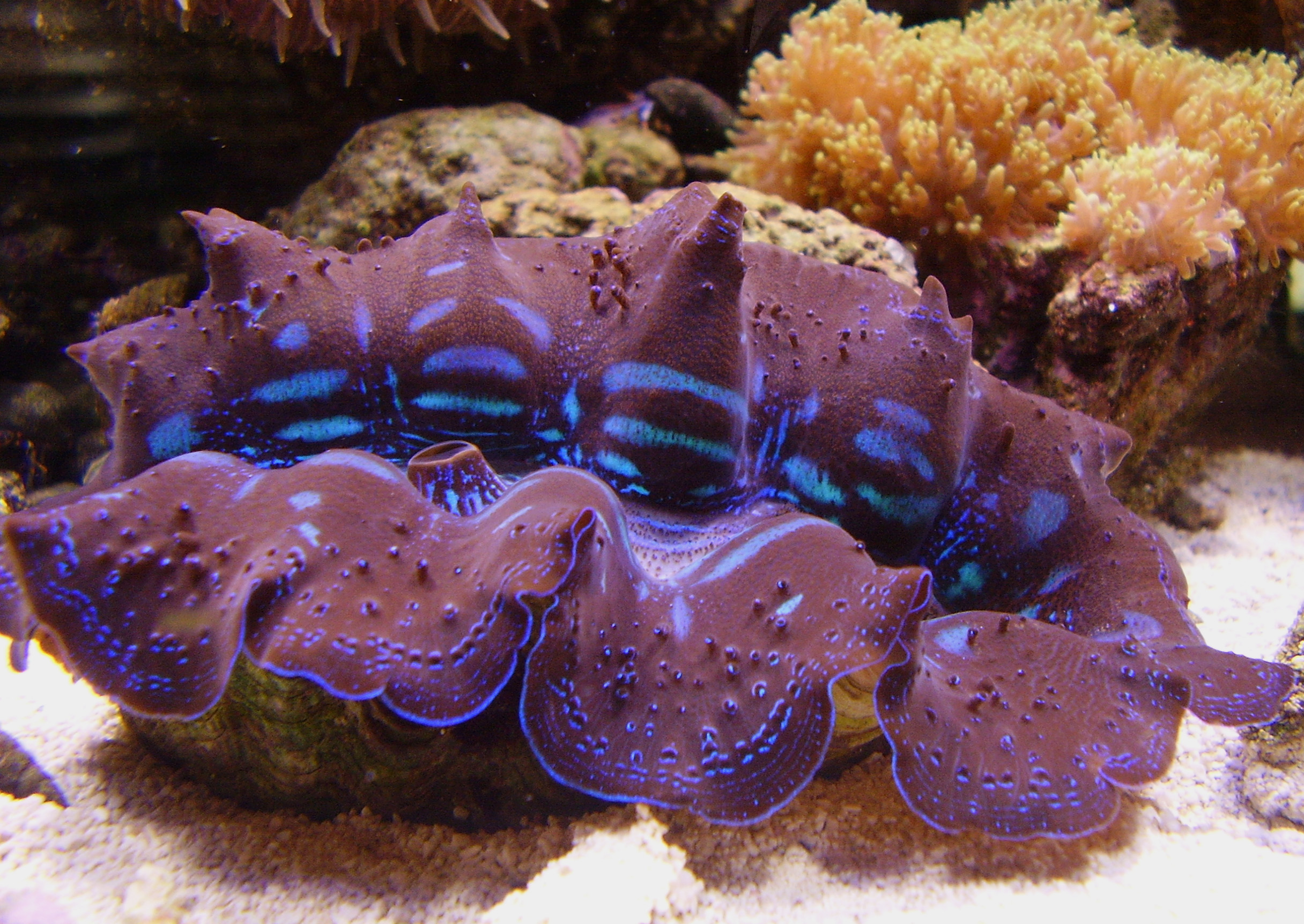
Tridacna maxima
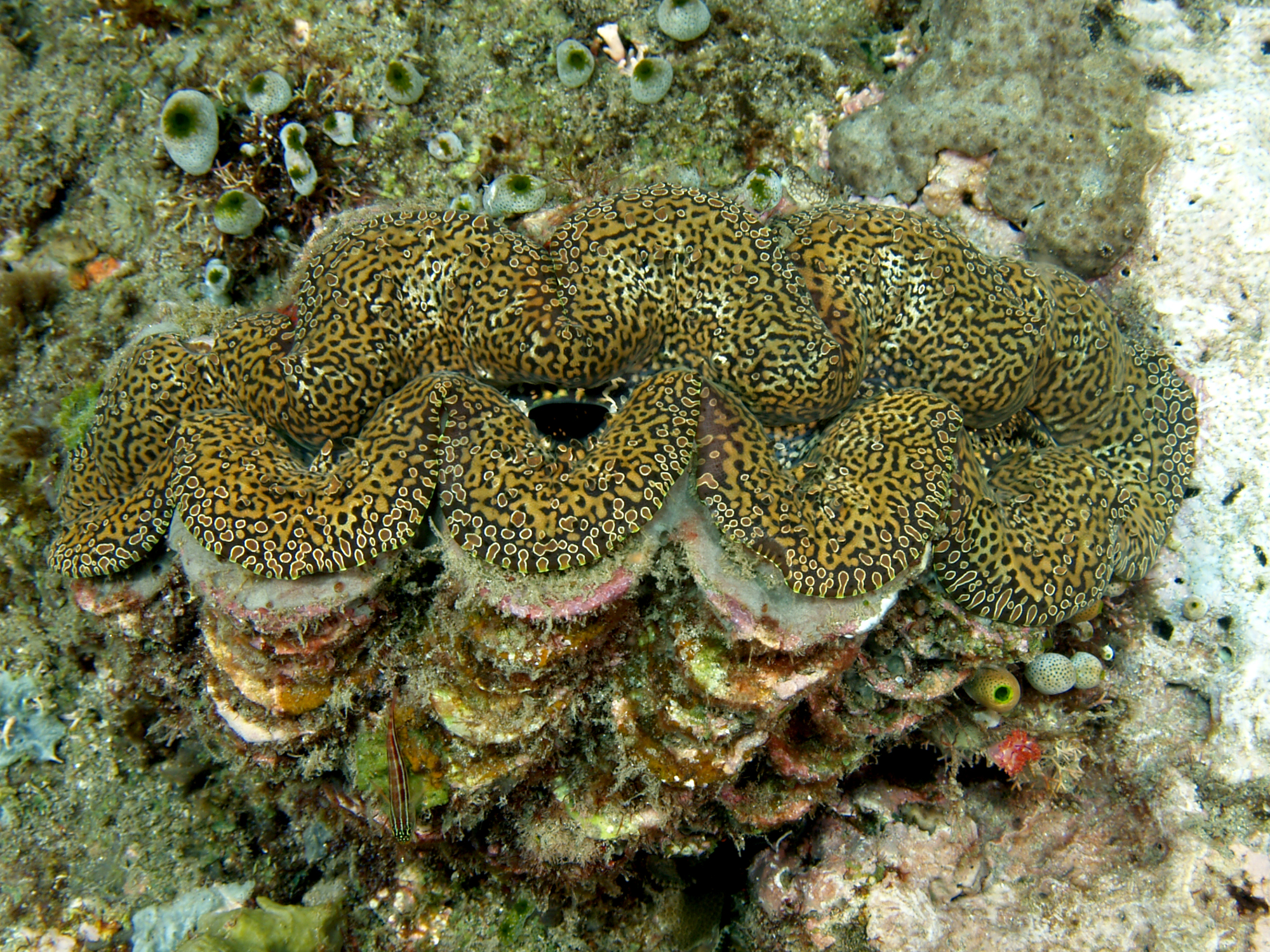
Tridacna squamosa
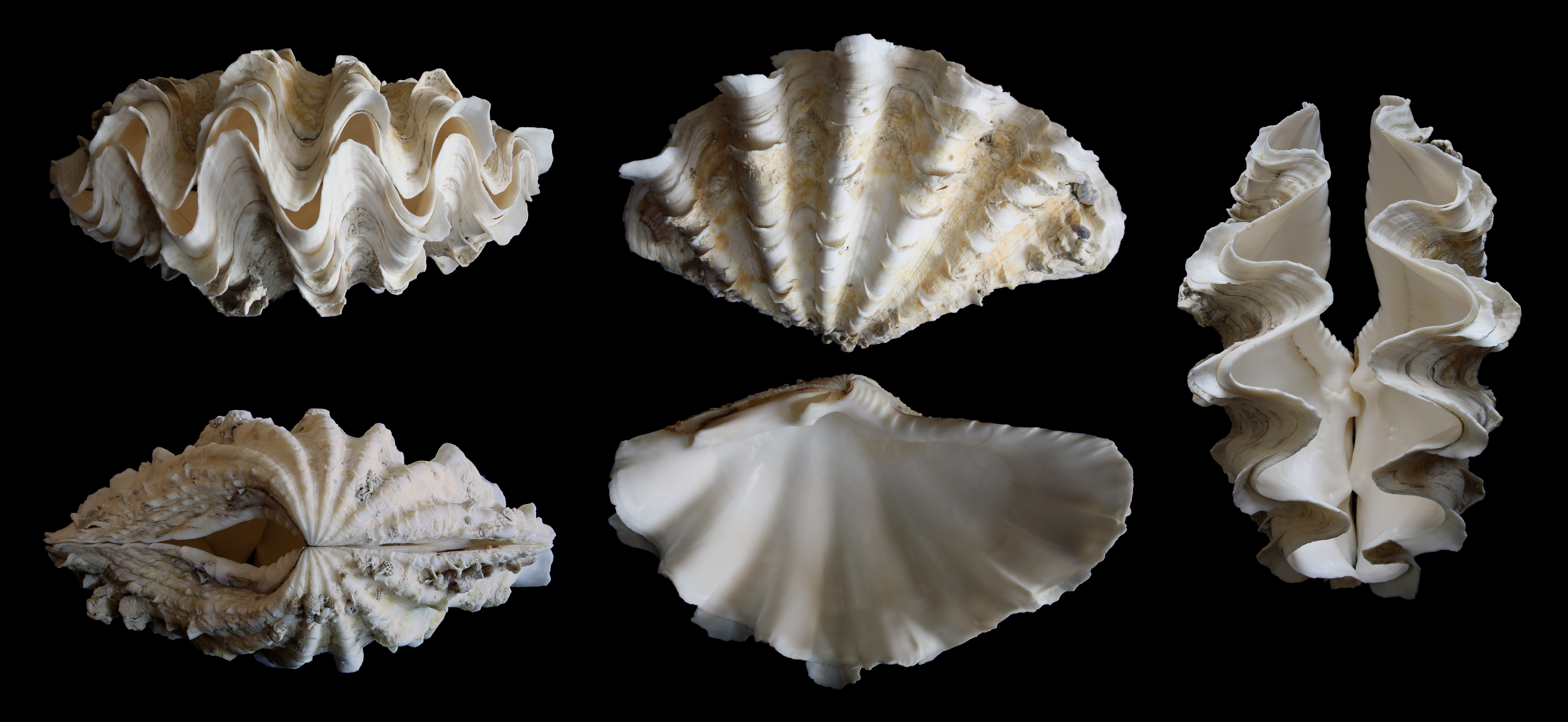
Tridacna squamosina

### Fordítás
- Ez a szócikk részben vagy egészben  a   Tridacna című angol Wikipédia-szócikk ezen változatának fordításán alapul.  Az eredeti cikk szerkesztőit annak laptörténete sorolja fel. Ez a jelzés csupán a megfogalmazás eredetét és a szerzői jogokat jelzi, nem szolgál a cikkben szereplő információk forrásmegjelöléseként.